# Estación del Aeropuerto de Gatwick
La estación del Aeropuerto de Gatwick es una estación de ferrocarril situada en la línea principal entre Londres y Brighton en Sussex Occidental, Inglaterra. Sirve al aeropuerto de Londres-Gatwick, a 42,8 km de la estación de London Bridge por Redhill. Los andenes están a unos 70 metros al este de la Terminal Sur del aeropuerto, con la taquilla encima de los andenes y las entradas y salidas de la estación directamente conectadas a la terminal. La estación también está conectada a la Terminal Norte del aeropuerto por el servicio de lanzadera interno del aeródromo. El Aeropuerto de Gatwick fue la estación más concurrida del sudeste de Inglaterra entre 2017 y 2018. En Gatwick ha habido dos estaciones situadas aproximadamente a 1,37 km una de otra.
La primera estación de tren, Gatwick, abrió en septiembre de 1891. En 1946, fue rebautizada como Gatwick Racecourse, para reflejar su asociación con el vecino Hipódromo de Gatwick, pero dejó de utilizarse durante una década tras la apertura a escasos metros de una estación para Tinsley Green. Esta nueva estación fue rebautizada como Aeropuerto de Gatwick en septiembre de 1935. En la década de 1950 se produjo un cambio importante en las estaciones como consecuencia de la decisión del gobierno británico de ampliar y desarrollar la terminal del aeropuerto para convertirla en el segundo aeropuerto de Londres. El Hipódromo de Gatwick fue reconstruido para servir al Aeropuerto de Gatwick y está integrado en su terminal. El 27 de mayo de 1958, la estación reconstruida, que tomó el nombre de Aeropuerto de Gatwick, se abrió junto con un servicio regular de trenes y se suspendieron los servicios a Tinsley Green.
Los servicios de ferrocarril los ofrecen las compañías Gatwick Express, Southern, Thameslink y Great Western.  Entre finales de 2010 y principios de 2014, se construyeron nuevas instalaciones en la estación, entre ellas el andén 7, se renovaron las infraestructuras y se reacondicionó el vestíbulo. La estación fue una de las 18 gestionadas por Network Rail, pero, en 2012, la gestión fue transferida a Southern.